# Tithorea hecalesina
Tithorea hecalesina är en fjärilsart som beskrevs av Felder 1865. Tithorea hecalesina ingår i släktet Tithorea och familjen praktfjärilar. Inga underarter finns listade i Catalogue of Life.